# Giacomo di Nisibi
Giacomo di Nisibi (in siriaco ܝܥܩܘܒ ܢܨܝܒܢܝܐ, Yaʿqôḇ Nṣîḇnāyâ in greco Ἰάκωβος, Jacobus; III secolo – Nisibi, 338) è stato un vescovo e santo siro; fu il padre spirituale di Sant'Efrem.

## Biografia
La sua data di nascita non è nota; non ci sono notizie sulla sua formazione.
Gennadio Scolastico scrive che patì sotto la persecuzione dell'imperatore romano Galerio.
Divenne noto per il suo ascetismo. Nel 309 fu nominato primo vescovo di Nisibi.
Nel 325 partecipò al Concilio di Nicea (il suo nome compare tra i vescovi firmatari). Come capo della comunità cristiana, egli improntò il suo ministero al mantenimento della coesione sociale. In un periodo in cui i proprietari di terre tendevano ad abbandonare i propri possedimenti per andare a vivere in città, lasciando incolti i terreni, Giacomo agì efficacemente come mediatore nelle dispute tra i contadini e tra gli abitanti delle città.
Giacomo fu il primo cristiano di cui si sa che andò alla ricerca dell'Arca di Noè, annunciando di averne ritrovato un pezzo sul monte Judi (oggi Cudi Dağı, in Turchia), a 110 km da Nisibi.
Fondò la basilica e l'annessa scuola teologica di Nisibi, prendendo a modello la scuola fondata ad Antiochia da Diodoro di Tarso. Giacomo fu insegnante e padre spirituale di Sant'Efrem il Siro, grande asceta e suo successore alla direzione della scuola.
Giacomo morì nel 338 a Nisibi (forse durante l'assedio di Sapore II). Le sue reliquie sono conservate nella chiesa da lui fondata nella città.
Molti commentatori medievali confusero la sua figura con quella di Afraate, solo perché quest'ultimo visse nel IV secolo e adottò il nome di Giacomo dopo la conversione al cristianesimo.